# 16869 Košinár
16869 Košinár (tên chỉ định: 1998 AV8) là một tiểu hành tinh vành đai chính. Nó được phát hiện bởi Adrián Galád và Alexander Pravda ở Đài thiên văn Modra ở Modra, Slovakia, ngày 10 tháng 1 năm 1998. Nó được đặt theo tên Ladislav Košinár, một nhà thiên văn học nghiệp dư Slovakia.